# Samuił Weissenberg
Samuił Abramowicz Weissenberg (ros. Самуил Абрамович Вайсенберг, ur. 4 grudnia 1867 w Jelizawietgradzie, zm. 1928 w Zinowjewsku) – rosyjski lekarz i antropolog żydowskiego pochodzenia.
Uczęszczał do szkół w rodzinnym Jelizawietgradzie, następnie wstąpił na Politechnikę w Carlsruhe, by potem studiować medycynę na Uniwersytecie w Heidelbergu. Tytuł doktora medycyny otrzymał w 1890 roku. Był autorem szeregu prac dotyczących antropologii rosyjskich Żydów, ich folkloru, przysłów i muzyki.